# Vicky Krieps
Vicky Krieps (Luxemburgo, 4 de outubro de 1983) é uma atriz luxemburguesa. Iniciou sua carreira cinematográfica no Lycée de Garçons de Luxembourg e, em seguida, estudou Artes Cênicas na Zürcher Hochschule der Künste, o que a possibilitou participar de Hanna (2011) e Avant l'hiver (2013). Seu primeiro papel de destaque veio com Phantom Thread (2017), em que protagonizou ao lado de Daniel Day-Lewis.

## Filmografia
- Anonymous (2011) - Bessie Vavasour
- Wer wenn nicht wir (2011) - Dörte
- Hanna (2011) - Johanna Zadek
- Zwei Leben (2012) - Kathrin Lehnhaber
- Avant l'hiver (2013) - Caroline
- A Most Wanted Man (2014) - Niki
- Colonia (2015) - Ursel
- Le jeune Karl Marx (2017) - Jenny von Westphalen
- Phantom Thread (2017) - Alma Elson
- Old (2021) - Prisca Cappa